# Чура (приток Москвы)
Чура (также Семёновский овраг, Черторой, Бекетовка) — река на юге Москвы. Правый приток Москвы-реки. Длина 7,2 км (бо́льшая часть заключена в коллектор). Берёт начало вблизи улицы Гарибальди.

## История
Происхождение названия точно не выяснено. Есть версии о происхождении от слова «чур» со значением «грань, граница» (возможно, река ограничивала принадлежавшую кому-то территорию) и от «чура» — «отмель, коса из крупного песка и мелкой гальки», а также от балтийских гидронимов.
На Чуре до середины XX века располагались село Семёновское (в верхнем течении, по правому берегу) и усадьба Бекетовская дача, позднее Канатчикова дача (в нижнем течении, по правому берегу). Вплоть до начала XX века в верхнем течении и ниже Семёновского Чура протекала среди лесов, от которых в настоящее время почти ничего не осталось.

## Течение реки
Река начиналась в весеннее время в современном квартале между улицами Гарибальди, Академика Пилюгина и Ленинским проспектом. Заметная долина реки пересекает улицы Гарибальди, Вавилова и Панфёрова. Постоянный водоток реки, вероятно, начинался в районе современного Черёмушкинского рынка. Далее река протекает параллельно улице Вавилова и Черёмушкинскому проезду, где заметна не только в виде пониженного рельефа, но и озеленённой территории и малоэтажной застройки. Далее река пересекает проспект 60-летия Октября и течёт на восток до Московской окружной железной дороги, где поворачивает на северо-восток и выходит на поверхность. В открытом русле протекает по окраине Даниловского кладбища, где довольно живописна. Русло реки здесь спрямлено и укреплено вертикальными стенками. Длина открытого участка 0,5 км, ширина от 3 до 4,5 метров. Над рекой проходит Третье транспортное кольцо. Далее снова в коллекторе пересекает Загородное шоссе, Варшавское шоссе, Новоданиловскую набережную и впадает в Москву-реку в 400 м ниже Автозаводского моста, у бывшего Южного речного вокзала, ныне Московской государственной академии водного транспорта.
Принимает слева, сразу у выхода на поверхность, реку Кровянку. В пойме Чуры находится пруд Бекет (район Загородного шоссе). Вблизи пруда — родник и мощная ветла, объявленные в 1987 году памятниками природы. В устье Чуры располагается очистное сооружение.
Об иных притоках, кроме Кровянки, известно мало. Притоком Чуры мог являться сток с пруда у дома 5, корпус 2 по улице Панфёрова, а также ручей, на котором был сооружён пруд Бекет.